# Banderas (muziek)
Banderas was een Brits muziekduo bestaande uit Sally Herbert en Caroline Buckley, dat actief was aan het begin van de jaren 90. De band kwam voort uit de Communards van Jimmy Somerville en stond onder contract bij London Records. Sally Herbert was achtergrondzangeres bij de Communards. Samen met Buckley vormde zij Banderas.
De band is vooral bekend van hun hit This Is Your Life, Alarmschijf op 9 maart 1991. Ze maakten één album, getiteld Ripe.
Na This Is Your Life volgden nog twee singles, maar daarna hield de band al snel op te bestaan.
This Is Your Life bevat samples van Crack Attack van Grace Jones. Deze song is te vinden op haar album Bulletproof Heart uit 1989. Met enige moeite is de stem van Grace Jones hier en daar te herkennen.

## Discografie

### Albums
| Album met eventuele hitnotering(en) in de Nederlandse Album Top 100 | Datum van verschijnen | Datum van binnenkomst | Hoogste positie | Aantal weken | Opmerkingen |
| ------------------------------------------------------------------- | --------------------- | --------------------- | --------------- | ------------ | ----------- |
| Ripe                                                                | 1991                  | -                     |                 |              |             |

### Singles
| Single met eventuele hitnotering(en) in de Nederlandse Top 40 | Datum van verschijnen | Datum van binnenkomst | Hoogste positie | Aantal weken | Opmerkingen                            |
| ------------------------------------------------------------- | --------------------- | --------------------- | --------------- | ------------ | -------------------------------------- |
| This is your life                                             | 1991                  | 16-03-1991            | 19              | 5            | Alarmschijf / #23 in de Single Top 100 |
| She sells                                                     | 1991                  | -                     |                 |              |                                        |
| May this be your last sorrow                                  | 1991                  | -                     |                 |              |                                        |